# Corrent Revolucionari Occitan
El Corrent Revolucionari Occitan o CRÒC [ˈkrɔk] és un antic moviment polític occità que va existir entre 1995 i 2001. Federava un seguit de grups locals: Anaram Au Patac a Bearn, els Patriòtas Occitans a Tolosa, Occitània Libertat a Ais de Provença, Reviscòl Roergàs a Roergue.
Malgrat certes divergències entre els grups i fins i tot dins els grups mateixos es pot definir com un moviment d'extrema esquerra i independentista.
L'Har/Far, revista que encara existeix avui dia, era el diari del moviment.
Dels grups fundadors avui dia només en resta actiu la refundació d'Anaram Au Patac al Bearn, Libertatǃ, que continua fent la revista Har/Far.

## Història
El 1995, els tres grups fundadors del CRÒC varen ser Anaram Au Patac o AAP (fundat a Pau el 1992), els Patriòtas Occitans (fundats a Tolosa el 1993) i Occitània Libertat (fundat a Ais de Provença el 1994). Més tard s'hi afegeix un quart company, Reviscòl Roergàs de Roergue.
AAP va ser el grup més dinàmic i fort dins el CRÒC. La seva revista, Har, fundada el 1995, va esdevenir la revista del CRÒC amb lo nom panoccità Har/Far, però la redacció i la gestió varen romandre a la seu d'AAP a Pau.
El CRÒC va conèixer un cert dinamisme entre 1995 i 2000. Durant un temps va atreure la quasi totalitat dels joves occitanistes que volien entrar en política i que difícilment s'identificaven amb les organitzacions més tradicionals com el Partit Occitan i el PNO. L'únic partit que podia atreure els joves a més del CRÒC era la Linha Imaginòt, que tanmateix era antiindependentista. Cal dir, però, que el CRÒC no es limitava pas a la joventut i tenia militants de totes les edats.).
Però la manca de coordinació del CRÒC, a escala panoccitana, va provocar la seva crisi a finals del 2000 i l'AAP va decidir sortir del CRÒC el 2001. Això va accentuar la baixa activitat i la ràpida desaparició del CRÒC.
Després del 2001, hi ha hagut qualcuns intents de reviscolar el CRÒC a Tolosa i Carcassona. La major part dels exmilitants del CRÒC varen anar cap a altres organitzacions polítiques occitanista com Anaram Au Patac, Iniciativa per Occitània, el Partit de la Nacion Occitana (PNO) i el Partit Occitan (PÒC), o bé a l'occitanisme cultural o fins i tot a organitzacions polítiques alienes a l'occitanisme d'esquerra. N'ha sortit especialment beneficiat el Partit Occitan, que ha sabut reorganitzar-se i modernitzar-se parcialment. L'existència del CRÒC, tot i que ha sigut efímera, ha marcat la generacio de militants dels anys 90, que han contribuït a rejovenir l'occitanisme en general.